# Thalassarche salvini
Thalassarche salvini là một loài chim trong họ Diomedeidae.